# Makai Emil
Makai Emil, született Fischer Emil (Makó, 1870. november 17. – Budapest, 1901. augusztus 6.) magyar költő, drámaíró, újságíró, műfordító, Makai Ödön nagybátyja.

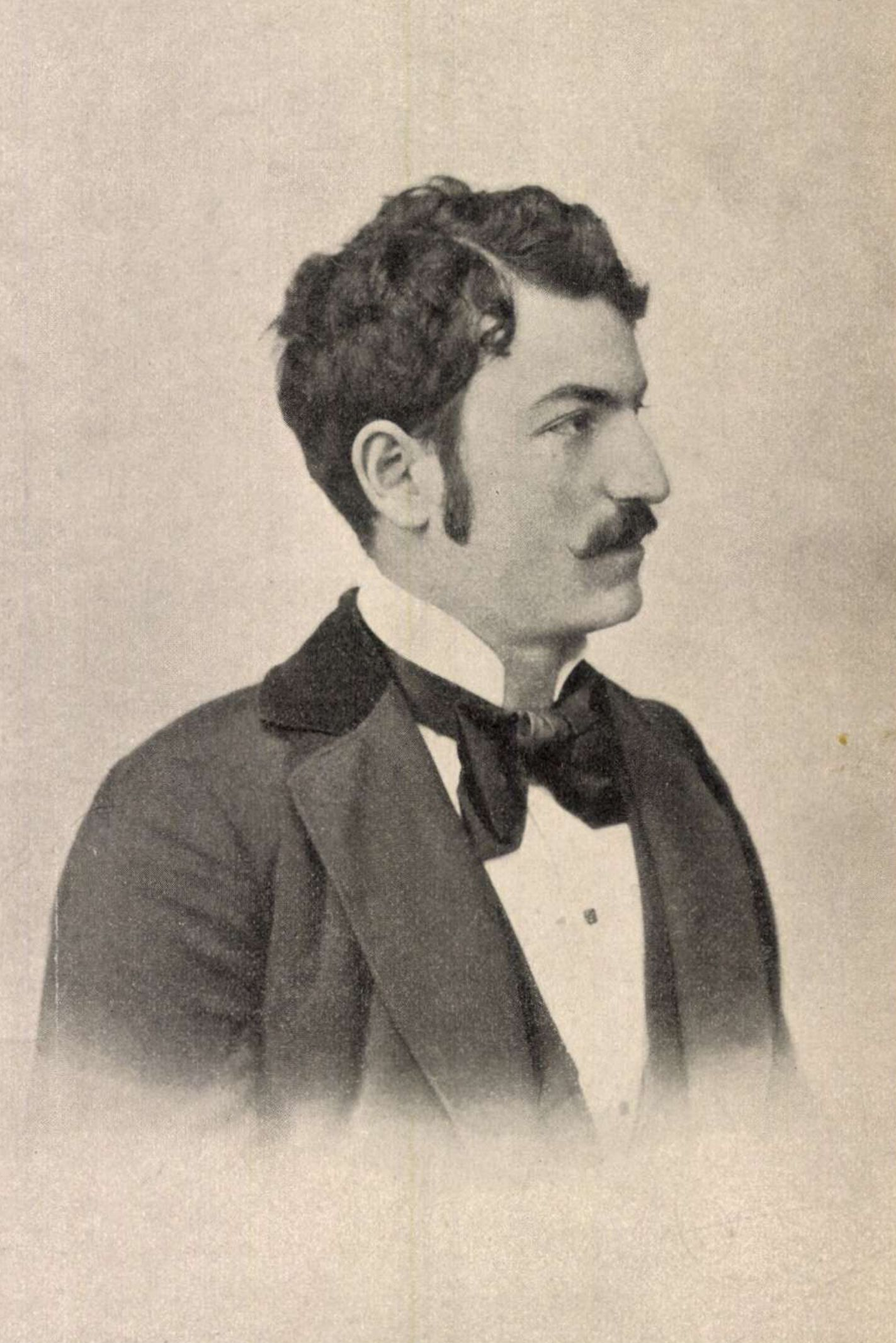
Arcképe a Hét 1897. évi 2. számának címlapján

## Élete
Zsidó értelmiségi családban született, apja Fischer Antal Enoch (1826–1896) alföldi származású földműves család sarja, aki kitartásának köszönhetően makói főrabbi lett. Édesapja ideje nagy részét gyermekeitől távol töltötte, ugyanis tanulmányait Pozsonyban és Prágában végezte, majd ezt követően német nyelvterületen dolgozott, így családjával sokáig csak levélben tartotta a kapcsolatot. Édesanyja, Hermann Nina három évvel fia születése után kolerajárványban meghalt, ennek következtében az anyai feladatok idősebb nővéreire hárultak, főként az ekkor 16 éves Herminára. A fiúnak öt testvére volt. Bátyja, Fischer Jakab (1860–1920) a pozsonyi kórház pszichiáter-főorvosa lett.
Makai Emil tanulmányait szülővárosában kezdte, később Budapestre ment, a rabbiképzőbe (I. Ferenc József Országos Rabbiképző Intézet), követve ezzel édesapját. Tizenhét éves korától (1887) már verseket írt. Tanulmányait azonban váratlanul abbahagyta, munkáját ezután az újságírás, drámaírás, költészet és a műfordítás jelentette.
Egyik jelentős sikerét a Tudós professzor Hatvani című háromfelvonásos színházi drámájával érte el. A mű megírásában Jókai Mór segítette, így Makai a mű minden megjelenésénél háláját fejezte ki, a későbbi szerkesztők azonban – Makai halálát követően – eme köszönetnyilvánítást elhagyták.
Harminc évesen hunyt el. Korai halála ellenére számos művet hagyott az utókorra, amiknek mára csak a töredéke érhető el.
Sírja Makón, a jángori neológ zsidó temetőben található.

## Karrierje
Kezdetben vallásos verseket írt, Vallásos énekek című verseskötete 1890-ben jelent meg. A fő áttörést azonban a középkori héber nyelvű költemények műfordításait tartalmazó Zsidó költők című kötet hozta meg számára, 1892-ben.
23 évesen, 1893-ban – dacára kitűnő eredményeinek – abbahagyta tanulmányait, nem foglalkozott többet teológiával. Az időre már elsajátította a német, francia, héber, arab, perzsa, angol, olasz, és spanyol nyelveket. Páratlan nyelvérzéke nem meglepő, ugyanis édesapjával többnyire németül, testvéreivel - tudásuknak megfelelően - különböző nyelveken kommunikált, rendkívüli nyelvi és kulturális környezetben nőtt fel tehát. Új hivatásának a költészetet és az újságírást választotta, viszont folyamatosan fordított különböző műveket egészen haláláig. Sok műfordítása mára ismeretlen eredetű, némelyik saját költeményként van számon tartva. 1892-1894-ig a Pesti Naplónak dolgozott. 1894-1897-ig a Fővárosi Lapok munkatársa, később, 1897 és 1900 között A Hét helyettes főszerkesztője. A versírás s a műfordítás mellett egyre inkább foglalkoztatta a drámaírás is, 1892-től folyamatosan dolgozott különböző színházaknak, alig 10 év alatt száznál is több általa fordított vagy átdolgozott mű került színre. 1900-ban a Nemzeti Színház drámabíráló bizottságának jegyzője lett.

## Művei általános jellemzője
A század végén bemutatott drámái viszonylag jelentősek voltak, a Robinzonok (1898) című vígjátékban szatirikusan szembesítette a modern életformát és az antik tradíciót; a Tudós professzor Hatvani (1900) a tündérbohózat hagyományaiból táplálkozott, így a 18. sz.-i felvilágosodás jellegzetes figurájában megmutatta mind a babona ellen küzdő ember bátorságát, mind az elvont spekulatív okoskodás esendőségét. Hatásos dramaturgia, árnyalt nyelv jellemzi munkáit.
Orsolya: Égszakadás! Földindulás!

Szaladj te is pajtás!

Veronka: Egy szóra állj meg ördög-motola!

Orsolya: Lenn az alvég mögött

Látták az ördögöt

Suttyomban – épp a mint szökött!

Veronka: A garaboncziást?

Orsolya: Hát persze hogy! – Ki mást?

Nosza hát;

Ki mit lát,

Kézbe kapja
Ami Petőfinek a parttalan Tisza, az neki Duna, ahogy ketté szeli Budát és Pestet, a város ébredő zsivaja ihleti meg. Balassát a repülő darvak emlékeztetik Júliára, Makai az Andrássy-út moraját hallva, aranyszegélyű velinpapírt látva sző hasonló álmokat.
Puha karosszék, kályha, hinta,

Koszorú falon.

És mennyi toll és mennyi tinta,

És semmi izgalom!

A polcrul egy kis szárnyas Ámor

Incselkedik velem

És semmi tűz, és semmi mámor,

És semmi szerelem!
A Hintaszéken című verse is jól mutatja, Makai Emilt a polgári lét motívumai ihletik meg. Karosszékben elmélkedik a művész, rengeteg tolla, tintája van, könyvek sora a falon, köztük romantikus is, bár abban már „semmi tűz”, „semmi szerelem”. A kor igényeinek változásaira reagál mindezzel, megkérdőjelezi, hogy valóban elég lehet-e egy írott mű a katarzishoz. Ezzel a mai kor digitális problémáját is megjövendölhette, ugyanis Makai már láthatott életében mozgóképet.

## Lírája
Versei a nagyvárosi ember élményvilágát fejezik ki telített hangulatú, csiszolt, dalszerű formában, gyakran fanyar dezillúziót sugározva. Költői személyiségét a reménytelennek tűnő önkeresés, és önironikus szerepjátszás jellemzi: frakkos trubadúr, akit egyszerre tölt el az új témák varázsa és idegenségének, avultságának fájó tudata. Látszólagos cinizmusa gyakran szentimentális érzületet rejt. Költői nyelve a városi társas érintkezés formáit idézi (bók, vallomás, üzenet, csevegés, levél, sőt pletyka), kedveli az idegen eredetű divatszavakat.
Műfordításainál csak saját költeményei elhanyagoltabbak manapság, ennek ellenére azonban jelentősnek mondhatók. Versei a népi sors átéléséről tanúskodnak. Az Egyenlőség 1890-es hasábjain közzétett költeményeinek egy része az életében megjelent köteteiből éppúgy hiányzik, mint a posztumusz Makai Emil munkáiból, így ezek a versek teljesen feledésbe mentek.
Van-e földön több oly kósza nép,

Több ily leroskadt nemzet él-e rajta,

Kinek hazája az egész világ? […]

Ó nincs talaj, mely vándor fejének

Terítene puha zöld pázsitot,

Míg örökös céltalan panasz

A bús haldokló ajkait lezárja,

Mióta Cion a vadak tanyája,

Ó Jeruzsálem, téged gyászolunk
Legfőképp a zsidó önérzettelenség sérti népi büszkeségét, ugyanis Makai korában nagyon jelentős volt a zsidó asszimiláció. Két évtizeddel korábban még Kiss József zsidóként írt novellákat zsidókról, akik a magyar paraszti réteg tulajdonságait tudhatták magukénak. Makai Emil pályatársai azonban már nem tekintették magukat különbözőnek, zsidó gyökereiket kizárólag vallásnak tekintették, így sokan áttértek, letagadva származásukat. S bár az egykori rabbijelölt maga is elfordult a zsidó témáktól, egykori tanulótársa, Kiss Arnold figyelmét alighanem mégis ő hívta fel e tárgyra és problémára.
Keresem magamat...

Nyugtalan életem legelején,

Ki magára maradt.

Magára maradt, vigasztalanul,

Meghalni szeretne – s élni tanul.
Az Én című verse sok mindenre utalhat, például a zsidó asszimiláció problémáját is felvetheti: biztos önmaga lehet-e a gyökereit elhagyó zsidóság, vagy ezt követően kóbor halálra ítélt diákság marad csak? Továbbá arra is következtethetünk belőle, hogy míg költőtársai nem is emlékeztek már zsidó múltjukra, Makai sosem azonosult teljesen a magyarsággal, még ha el is fordult a zsidó témáktól.
Kortársai közül Farkas Gyula a magyar irodalom ellenségének kiáltja ki Makait és zsidó költőtársait, problémafelvetése szerint a zsidó írók „önkényesen deformálják” a magyar irodalom egészét, műveik támadások a magyarság ellen.

## Ismertebb művei

### Sikeres saját művei
- Vallásos énekek (1888)
- Absolon (1891)
- Komédiások (1891)
- Zsidó költők (1892)
- Énekek éneke (1893)
- Margit (1896)
- A királyné apródja (1899)
- Robinzonok (1899)
- Tudós professzor Hatvani (1900)
- Makai Emil munkái (1904)[10]

### Híresebb fordításai
- Toto és Tata (1895)
- A kék asszony (1897)
- Jáfet tizenkét felesége (1898)
- A görög rabszolga (1899)
- A modell (1901)
- A kölcsönkért vőlegény (1901)

## Műfordításai

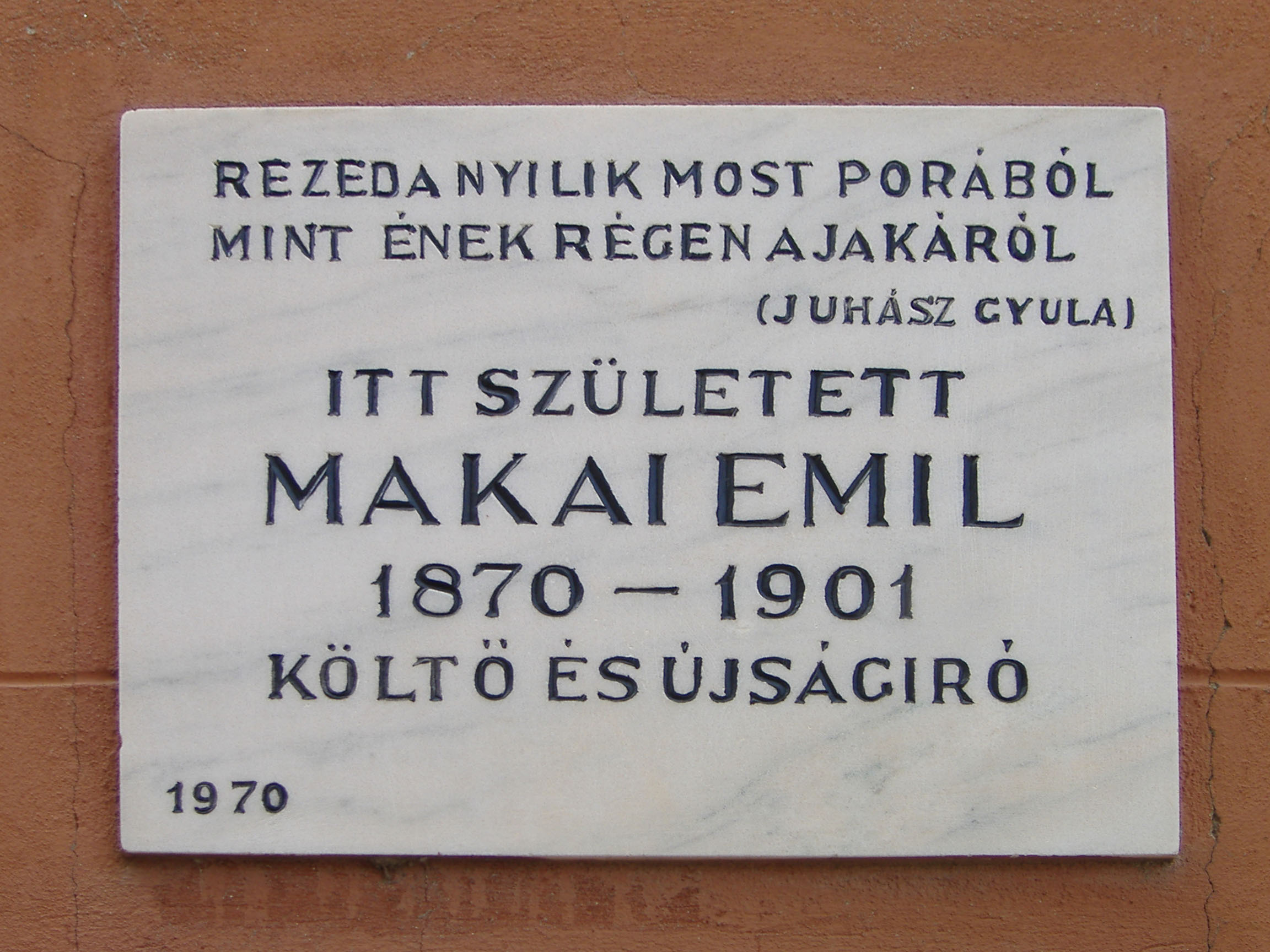
Emléktáblája Makón

### Salamon Ibn Gabiroltól
- Az Ifju
- Fohász
- Tavasz
- Nem szomjazom
- Az elpusztult Jeruzsálem
- Késői vágy
- Merengés
- Jekuthél halálára
- Vívódás
- A hűtlen barát
- Gyász
- Dalaim
- Barátaim
- Szép ifjúságom

### Juda Halévitől
- A vándor
- A nap
- Keletre
- Oh Sináj!
- A révben
- Lakodalmi ének
- Ösvényedet Isten
- Nyugati szép
- Cion
- A fészek
- Nászdal
- A vihar
- A sereg
- Enyelgés
- Egy perc
- A költő
- Alkony
- A kedves
- Sóhaj
- Kicsillan az alkony
- Énekek éneke
- Vallomás
- Örök vágy
- Búcsú-dal

### József Ibn Chászdájtól
- Az árva dal

### Sámuel Hánágidtól
- Harci dal
- A hős
- Barátom halálára
- Háború eljött
- Cél

### Náchumtól
- Tavaszi dal
- Az őzike

### Mózes Ibn Ezrától
- Kedvesemhez
- Uti emlék
- Angyali kar
- Temetőben
- Ima

### Ábrahám Ibn Ezrától
- Juda Halévi
- Jaj szegények
- A légy
- Rossz csillag
- Megtörve
- Nászdal
- Az élő halott

### Charizitől
- Juda Halévi
- A hollók
- A bor
- A bölcs király
- Gyász

### Manuellótól
- Erdőben
- Alkony
- A Pokol
- A szerelem könyvéből
- Vihar után
- Az öv
- Dal a szerelemről
- Öreg napok

### Ismeretlen költőktől, valamint eredeti vallásos énekek fordításai
- Összel
- Irgalom
- Péntek este
- Szombati hymnus
- Halljad Izraél
- Ima
- Esti ének
- Reggeli fohász
- Hajnali Ének
- Halottak emléke
- Alkonyat
- Lelki vágy
- Este
- Kelet

## Társasági tagság
- Petőfi Társaság (1898-tól)